# الکس کرنکس
الکس کرنکس (انگلیسی: Álex Craninx؛ زادهٔ ۲۱ اکتبر ۱۹۹۵) بازیکن فوتبال اهل بلژیک است.
از باشگاه‌هایی که در آن بازی کرده‌است می‌توان به باشگاه فوتبال اسپارتا روتردام اشاره کرد.
وی همچنین در تیم‌های ملی فوتبال Belgium national under-18 football team و تیم ملی فوتبال زیر ۱۹ سال بلژیک بازی کرده‌است.